# Chongqing
Chongqing (en chino, 重庆; pinyin, Chóngqìngⓘ; en sichuanés, Cong² qin⁴) es uno de los cuatro municipios bajo jurisdicción central (los otros tres son Pekín, Shanghái y Tianjin) de la República Popular China. Se creó el 14 de marzo de 1997, para potenciar la zona y controlar la presa de las Tres Gargantas. Hasta entonces formaba parte de la provincia de Sichuan. 
Chongqing es el único de los cuatro municipios bajo jurisdicción central que no está cerca del mar. Tiene una extensión de 82 000 km² y una población estimada de 30 millones de habitantes (2015), con una población urbana de 18,38 millones y gran parte de los habitantes viviendo en granjas alejadas de la zona urbana. El municipio fue creado el 14 de marzo de 1997, sucediendo a la administración subprovincial de la ciudad que era parte de la provincia de Sichuan.
De su población urbana, aproximadamente 8,5 millones de personas viven en la ciudad de Chongqing en sí, mientras que el distrito de Fuling, el distrito de Wanzhou y el distrito de Qianjiang son de hecho ciudades por derecho propio. Según el censo de 2010, Chongqing es el municipio más poblado de China y también el municipio de control directo más grande de China, comprendiendo 21 distritos, 13 condados y cuatro condados autónomos.
Como una de las seis ciudades centrales nacionales en China, Chongqing tiene una historia y una cultura significativas y sirve como importante centro económico, de fabricación y centro de transporte de la cuenca ascendente del Yangtsé. Un informe de julio de 2012 de la Economist Intelligence Unit lo describió como una de las "13 megaciudades emergentes" de China. Chongqing fue también un municipio de la administración de la República de China y sirvió como su capital de guerra durante la segunda guerra sino-japonesa (1937-1945).

## Historia
La ciudad de Chongqing fue la capital del Estado Ba, antiguo pueblo que desapareció hace unos veinticinco siglos. Fue fundada como Jiangzhou (江州) en el 316 a. C.; sin embargo, el estado Ba fue conquistado por el Estado Qin. En el periodo de las Dinastías Meridionales y Septentrionales a la ciudad se le conoció como Prefectura Chu (楚州); en la dinastía Sui, se le llamó Prefectura Yue (渝州) en el 518; en la dinastía Song norteña, se le llamó Prefectura Gong (恭州) en 1102.
El nombre Yu sobrevivió como abreviatura para Chongqing; recibió su nombre actual en 1189, en honor al príncipe Zhao Dun (宋光宗) de la dinastía Song sureña, que describió su coronación de príncipe a rey y de rey a emperador como doble celebración (双重喜庆) Shuāngchóng xǐqìng.
Al estar alejada de la Ruta de la Seda, perdió toda su importancia hasta el siglo XIX, cuando las potencias extranjeras con intereses en China solicitaron que se abriera la ciudad a los extranjeros. En 1901, se creó una concesión japonesa en la ciudad.
En 1938, durante la segunda guerra sino-japonesa, Chongqing se convirtió en la capital de la República de China de Chiang Kai-shek, quien huía de la invasión japonesa. La ciudad fue gravemente bombardeada por las tropas japonesas en este conflicto que se extendió hasta 1945, al punto de convertirse en la ciudad más bombardeada de la Segunda Guerra Mundial. La capitalidad de la China nacionalista potenció el rápido desarrollo de la ciudad que, en unos años, pasó de los 200 000 habitantes a más de un millón.
En 1949, volvió a ser brevemente la capital nacionalista, hasta su toma el 29 de noviembre, por el Ejército Popular de Liberación.
El 14 de marzo de 1997, la Asamblea Popular Nacional de China decidió fusionar la ciudad subprovincial con las prefecturas vecinas de Fuling, Wanxian y Qianjiang que había gobernado en nombre de la provincia desde septiembre de 1996. La división resultante fue la municipalidad de Chongqing, conteniendo 30 020 000 personas en cuarenta y tres condados (sin niveles políticos intermedios). 
El municipio se convirtió en la punta de lanza del esfuerzo de China para desarrollar sus regiones occidentales y punto de inmigración de miles de los residentes del proyecto de la Represa de las Tres Gargantas. Chongqing se ha convertido en uno de los mercados centrales nacionales junto Beijing, Shanghái y Tianjin. El 18 de junio de 2010, se estableció la Nueva área de Liangjiang en Chongqing, que es el tercer a nivel estatal en el momento de su establecimiento.
Fechas destacadas
- 1890: Se abrió el consulado del Reino Unido.[12]
- 1891: Se convirtió en el primer puerto interior de comercio abierto a los extranjeros.
- 1896: Se abrieron los consulados de Francia,[13] Japón y los Estados Unidos.
- 1904: Se abrió el consulado de Alemania.[14]

## División administrativa
El municipio de Chongqing se divide en 19 distritos, 17 condados y 4 condados autónomos.
- Distrito Banan 巴南区
- Distrito de Qianjiang 黔江区
- Distrito Changshou 长寿区
- Distrito Shapingba 沙坪坝区
- Distrito Dazu	大足区
- Distrito Wanzhou 万州区
- Distrito Yubei 渝北区
- Distrito Yongchuan 永川区
- Distrito Yuzhong 渝中区
- Distrito Beibei 北碚区
- Distrito Dadukou 大渡口区
- Distrito Fuling 涪陵区
- Distrito Hechuan 合川区
- Distrito Jiangbei 江北区
- Distrito Jiangjin 江津区
- Distrito Jiulongpo 九龙坡区
- Distrito de Nan'an 南岸区
- Distrito Nanchuan 南川区
- Distrito Qijiang 綦江区
- Distrito Dianjiang 铜梁区

-
- Condado Bishan 璧山县
- Condado Chengkou 城口县
- Condado Dianjiang 垫江县
- Condado Fengdu 丰都县
- Condado Fengjie 奉节县
- Condado Kaizhou 开县
- Condado Liangping 梁平县
- Condado Rongchang 荣昌县
- Condado Tongliang 铜梁县
- Condado Tongnan 潼南县
- Condado Wulong 武隆县
- Condado Wushan 巫山县
- Condado Wuxi 	巫溪县
- Condado Yunyang 云阳县
- Condado Zhong 忠县

-
- Condado autónomo Pengshui 彭水苗族土家族自治县
- Condado autónomo Shizhu 石柱土家族自治县
- Condado autónomo Xiushan 秀山土家族苗族自治县
- Condado autónomo Youyang 酉阳土家族苗族自治县

-La unión de los distritos Jiangbei, Yubei y Beibei forma la Nueva Área de Liangjiáng.

## Geografía

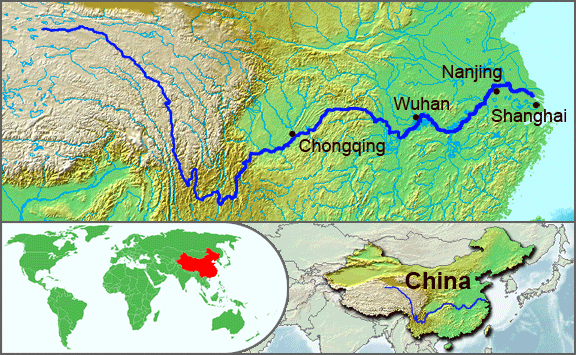
Chongqing en el margen del río Yangtsé.

Chongqing está situada en una península sobre el río Yangtsé, en el centro del país, rodeada de altas montañas. Limita con las provincias de Hubei, Hunan, Guizhou, Shaanxi y Sichuan.
La ciudad está situada en una zona con muchas colinas. Por eso, es una de las ciudades chinas con menor número de bicicletas por habitante. La temperatura en verano es extrema, superando en muchas ocasiones los 40 °C y se la considera uno de los "hornos" de China. Es habitual que la ciudad esté rodeada de una espesa niebla.

## Clima
El clima de la ciudad es monzónico, influenciado por el clima subtropical húmedo y la mayor parte del año la humedad es alta. Los veranos son calientes y los inviernos son muy fríos, y ambas estaciones húmedas. La ciudad se localiza en la cuenca de Sichuan y tiene menos horas de sol de todo el país, incluso cuenta con el mayor número de días nublados, lo cual la hizo apodar "la ciudad Niebla" (雾都).
La temperatura anual es de 18 °C, siendo enero el mes más frío con 8 °C y agosto el más caliente con 29 °C. Las temperaturas extremas van de −3 °C a 44 °C. Las horas total de sol son de 1055 y la lluvia es de 1140 milímetros al año.
| Parámetros climáticos promedio de Chongqing (1981–2010) | Parámetros climáticos promedio de Chongqing (1981–2010) | Parámetros climáticos promedio de Chongqing (1981–2010) | Parámetros climáticos promedio de Chongqing (1981–2010) | Parámetros climáticos promedio de Chongqing (1981–2010) | Parámetros climáticos promedio de Chongqing (1981–2010) | Parámetros climáticos promedio de Chongqing (1981–2010) | Parámetros climáticos promedio de Chongqing (1981–2010) | Parámetros climáticos promedio de Chongqing (1981–2010) | Parámetros climáticos promedio de Chongqing (1981–2010) | Parámetros climáticos promedio de Chongqing (1981–2010) | Parámetros climáticos promedio de Chongqing (1981–2010) | Parámetros climáticos promedio de Chongqing (1981–2010) | Parámetros climáticos promedio de Chongqing (1981–2010) |
| Mes                                                     | Ene.                                                    | Feb.                                                    | Mar.                                                    | Abr.                                                    | May.                                                    | Jun.                                                    | Jul.                                                    | Ago.                                                    | Sep.                                                    | Oct.                                                    | Nov.                                                    | Dic.                                                    | Anual                                                   |
| ------------------------------------------------------- | ------------------------------------------------------- | ------------------------------------------------------- | ------------------------------------------------------- | ------------------------------------------------------- | ------------------------------------------------------- | ------------------------------------------------------- | ------------------------------------------------------- | ------------------------------------------------------- | ------------------------------------------------------- | ------------------------------------------------------- | ------------------------------------------------------- | ------------------------------------------------------- | ------------------------------------------------------- |
| Temp. máx. abs. (°C)                                    | 18.8                                                    | 24.6                                                    | 34.0                                                    | 36.5                                                    | 38.9                                                    | 39.8                                                    | 40.9                                                    | 43.0                                                    | 41.9                                                    | 35.1                                                    | 29.2                                                    | 21.5                                                    | 43.0                                                    |
| Temp. máx. media (°C)                                   | 10.3                                                    | 12.9                                                    | 17.7                                                    | 23.0                                                    | 27.2                                                    | 29.4                                                    | 33.0                                                    | 33.2                                                    | 28.3                                                    | 21.7                                                    | 17.1                                                    | 11.5                                                    | 22.1                                                    |
| Temp. media (°C)                                        | 7.9                                                     | 10.0                                                    | 13.8                                                    | 18.5                                                    | 22.6                                                    | 25.1                                                    | 28.3                                                    | 28.3                                                    | 24.1                                                    | 18.6                                                    | 14.2                                                    | 9.3                                                     | 18.4                                                    |
| Temp. mín. media (°C)                                   | 6.2                                                     | 8.0                                                     | 11.2                                                    | 15.4                                                    | 19.3                                                    | 22.1                                                    | 24.8                                                    | 24.7                                                    | 21.2                                                    | 16.5                                                    | 12.2                                                    | 7.7                                                     | 15.8                                                    |
| Temp. mín. abs. (°C)                                    | −1.8                                                    | −0.8                                                    | 1.2                                                     | 2.8                                                     | 10.8                                                    | 15.5                                                    | 19.2                                                    | 17.8                                                    | 14.3                                                    | 6.9                                                     | 0.7                                                     | -1.7                                                    | -1.8                                                    |
| Precipitación total (mm)                                | 19.7                                                    | 23.4                                                    | 43.0                                                    | 96.5                                                    | 146.7                                                   | 193.8                                                   | 186.0                                                   | 135.1                                                   | 105.6                                                   | 85.7                                                    | 48.2                                                    | 24.3                                                    | 1108                                                    |
| Días de precipitaciones (≥ 0.1 mm)                      | 10.0                                                    | 9.8                                                     | 11.9                                                    | 14.3                                                    | 15.5                                                    | 15.7                                                    | 12.5                                                    | 11.3                                                    | 12.7                                                    | 16.1                                                    | 11.5                                                    | 9.8                                                     | 151.1                                                   |
| Horas de sol                                            | 20.6                                                    | 29.7                                                    | 64.9                                                    | 93.6                                                    | 109.4                                                   | 97.7                                                    | 158.6                                                   | 167.0                                                   | 106.6                                                   | 50.4                                                    | 35.9                                                    | 20.4                                                    | 954.8                                                   |
| Humedad relativa (%)                                    | 84                                                      | 80                                                      | 77                                                      | 77                                                      | 77                                                      | 81                                                      | 76                                                      | 74                                                      | 79                                                      | 85                                                      | 84                                                      | 85                                                      | 79.9                                                    |
| Fuente: China Meteorological Administration             |                                                         |                                                         |                                                         |                                                         |                                                         |                                                         |                                                         |                                                         |                                                         |                                                         |                                                         |                                                         |                                                         |

## Demografía

### Lenguas
El habla local de la región es el mandarín sichuanés (四川官话), una ramificación de un idioma más grande conocido como el mandarín del sur occidental (西南官话), y este pertenece al chino mandarín. Los principales dialectos son el dialecto chengdu-chongqing (成渝话) con cerca de 90 millones de hablantes que se extienden por Sichuan, Chongqing, Hubei y Shaanxi, y el dialecto minjiang (岷江话), con 30 millones de hablantes. Otros idiomas son el xiang y el hakka. Debido a la llegada de otras etnias a la zona, ahora se han sumado el tujia y el miao a los idiomas que se hablan en Chongqing, en especial en los condados de Shizhu Tujia y Pengshui Miao y Tujia.

### Religión
Arhat es un templo budista donde habitan monjes permanentemente. Las esculturas rupestres de Dazu muestran figuras budistas, taoístas y confucianas. El cristianismo representa una minoría y el catolicismo tiene la archidiócesis de Chongqing.

## Economía

### Recursos
Chongqing posee numerosos manantiales de agua mineral. Tiene también depósitos importantes de carbón, gas natural, aluminio, estroncio, mármol y mercurio. Entre las industrias de la municipalidad destacan las dedicadas a la maquinaria, química, petroquímica, farmacéutica y metalúrgica. Existen numerosas explotaciones agrícolas de tipo familiar. Los principales productos son el grano, naranjas, tabaco y mandarinas. Es un importante centro de cría de gusanos de seda.

### Zonas de desarrollo
En la ciudad existen zonas especiales para el desarrollo y la tecnología:
- Chongqing Chemical Industrial Park[16]
- Chongqing Economic & Technological Development Zone[17]
- Chongqing Hi-Tech Industry Development Zone[18]
- Chongqing New North Zone (CNNZ)[19]
- Chongqing Export Processing Zone[20]
- Jianqiao Industrial Park[21]

## Transporte
La ciudad se conecta entre sí y con sus vecinas mediante todos los medios de transporte:

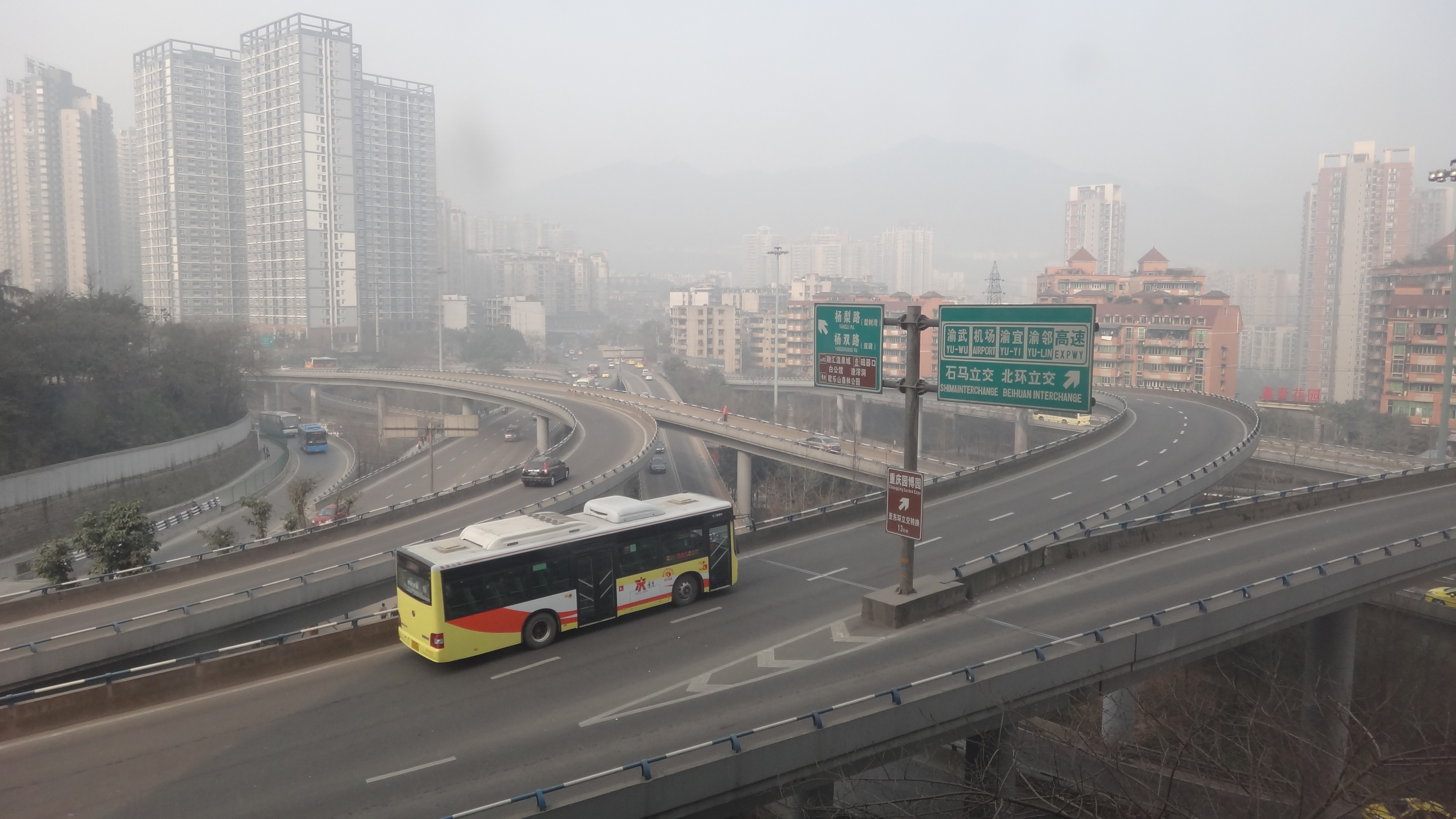
Acceso al distrito de Shapingba en Chongqing.

### Aéreo
El primer aeropuerto construido en la ciudad fue el aeropuerto de Sanhupa, base de la Corporación Nacional de Aviación de China (中國 航空公司). A 21 kilómetros al norte del centro de la ciudad se encuentra el actual Aeropuerto Internacional de Chongqing-Jiangbei (重庆江北国际机场) inaugurado el 22 de enero de 1990, sustituyendo al antiguo aeropuerto Baishiyi. Mueve 19 millones de pasajeros y 234 000 toneladas de carga aérea, y ocupa el puesto 11 entre los más utilizados y de mayor carga en el país.

### Fluvial
El puerto es uno de los de mayor importancia tierra adentro. Los barcos llevan mercancías y pasajeros a lo largo de grandes ríos como el Yangtsé a Yichang, Wuhan, Nankín o Shanghái.

### Terrestre
Varios trenes conectan la ciudad con toda China de una forma rápida y barata. Cuenta con dos estaciones ferroviarias, la Estación de Chongqing y la Estación de Chongqing Norte. Ambas conectan la ciudad a líneas como la vía férrea Chengdu–Chongqing, de 500 km, inaugurada en 1952, y que atraviesa ciudades como Jianyang, Ziyang, Zizhong, Neijiang y Longchang. Además cuenta con la línea de ferrocarril Yuxinou que es una ruta de carga que une Chongqing con Duisburgo, Alemania.
Por otra parte cabe citar los numerosos puentes que posee la ciudad sobre el Yangtsé, destacándose el puente Chaotianmen, el puente en arco más largo del mundo.

#### Metro de Chongqing
El tránsito ferroviario de Chongqing —CRT, por sus siglas en inglés— (en chino:重庆轨道交通) Es un sistema de metro que sirve para la ciudadanía y está en servicio desde 2005. Es uno de los grandes sistemas de metro al oeste del país junto con el de Chengdu y Xi'an abiertos en 2010 y 2011, respectivamente.
Consta de tres líneas férreas con 55 estaciones: la primera, de 14 estaciones y 16.5 km de largo; la segunda, de 15 estaciones y 16,4 km de largo; y la tercera, de 29 estaciones y 39 km de largo.
El CRT es parte de un proyecto del gobierno central para el desarrollo de las regiones occidentales del país y el Banco Japonés de Cooperación Internacional. Dos empresas estuvieron a cargo de la realización del sistema, Changchun Railway Vehicles (长春轨道客车) local y la Hitachi Monorailla japonesa. Comenzó su construcción en 1999 y se abrió al público en 2005. Están en construcción y/o en mejora las líneas 1, 2, 3, y 6 y se planea abrir la 0, 4, 5 y de la 7 a la 17. El sistema del metro está tecnológicamente avanzado y debido al área de montaña hace difícil su construcción, por lo que es preciso construir túneles y puentes. El CRT es un transporte ordenado por la gran cantidad de usuarios, la línea 2 sirve solo para carga y las otras, para viajeros.

## Cultura

### Educación
La Universidad de Chongqing cuenta con 28 escuelas, entre las que destaca la Academia de Cine Meishi.

### Gastronomía
La gastronomía de Chongqing forma en conjunto con el resto de la región de Sichuan una importante área para la cocina de China, es en especial conocido el platillo conocido como hot pot (火锅 pinyin: huǒguō) el cual es además uno de los mayores atractivos turísticos de la ciudad al ser un plato reconocido en todo el país.

### Turismo

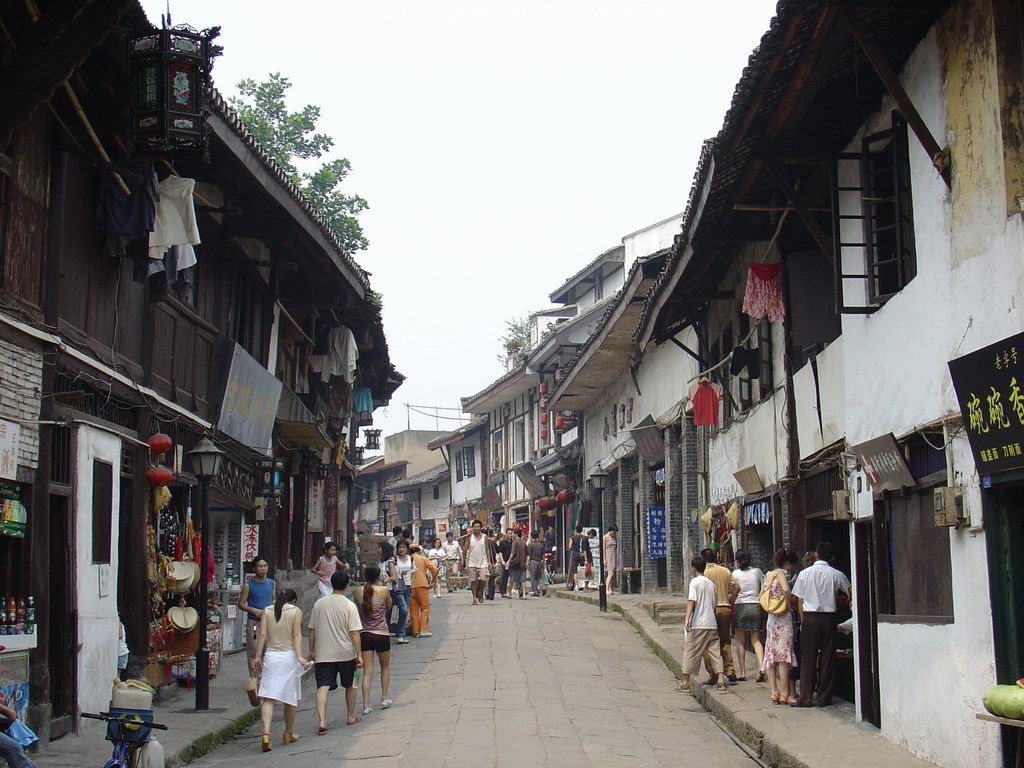
Zona antigua y tradicional de Chongqing.

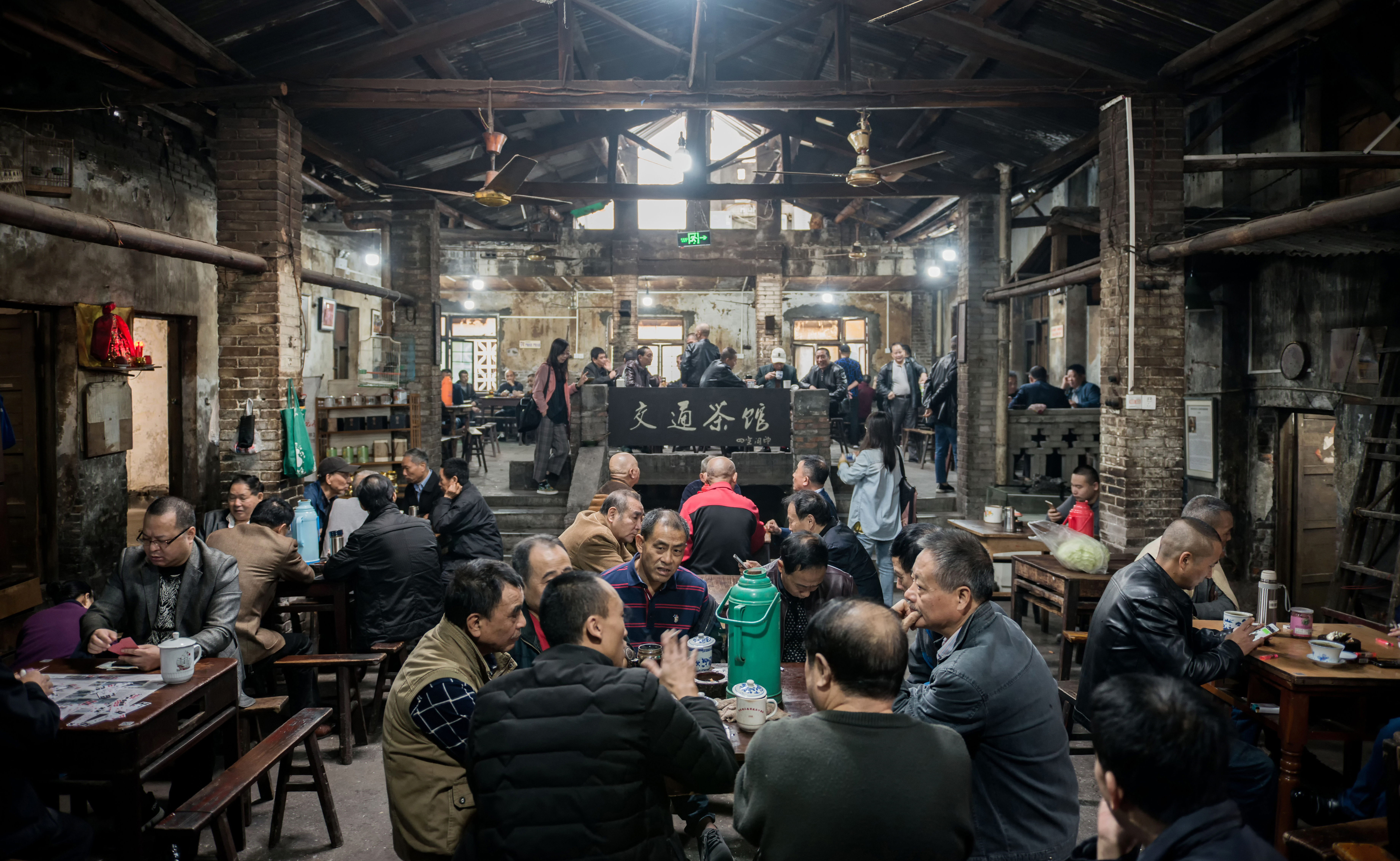
Vida apacible en la casa de té Jiaotong, emblemática del lento ritmo de vida de la ciudad

La ciudad ofrece grandes atracciones para los visitantes como:
- El Museo Chongqing: es el primer museo chino bajo el agua.[26]
- El Museo de Arte de Chongqing: creado para la exposición del arte y esculturas de todo el país, ubicado en el centro de la ciudad.
- El Museo de las Tres Gargantas: uno de los museos más grandes de China, ocupando 42,497 m².
- Gran Salón del Pueblo: basado en el Gran Salón del Pueblo de Beijing y cuya arquitectura toma su inspiración del Templo del Cielo.
- Luohan: un templo de la dinastía Ming.[27]
- Esculturas rupestres de Dazu: serie de esculturas religiosas, fechadas principalmente del siglo VII al XIV
- Gran Teatro: un recinto construido en 2009 frente al Yangtsé, con dos salas que suman una capacidad de 2780 asientos.[28]
- El zoológico de Chongqing: con animales salvaje como el panda gigante, tigres y elefantes, entre otros.

### Deportes
El equipo de fútbol local es el Chongqing Dangdai Lifan (重庆力帆足球俱乐部) fundado el 19 de agosto de 2000, su antiguo nombre era el Qianwei (前卫武汉) fundado en 1995 como parte del sistema del gobierno para el desarrollo del deporte, ha cambiado 9 veces de nombre.
Estadios en Chongqing:
- El Centro de Deportes Olímpicos de Chongqing (重庆市 奥林匹克体育中心) fue inaugurado en 2004 y tiene 58.000 sillas.
- El estadio Yanghe (洋河体育场) con capacidad para 33.000 personas.
- El estadio Datianwan (大田湾体育场) con capacidad para 30 000 personas.

## Ciudades hermanas
Chongqing está hermanada con:
| - Sevilla, España - Tiflis, Georgia - Vacaville, Estados Unidos - Hiroshima, Japón - Mito, Ibaraki Japón - Toronto, Ontario, Canadá - Waterloo, Ontario, Canadá - Brisbane, Australia | - Córdoba, Argentina - Toulouse, Francia - Düsseldorf, Alemania - Detroit, Estados Unidos - Trikala, Grecia - Pekanbaru, Indonesia | - Shiraz, Irán - San José de Mayo, Uruguay - Vladímir, Rusia - Vorónezh, Rusia - Óblast de Zaporizhia, Ucrania - Toluca, México - Estado de México, México - Monterrey, México - Veracruz, México |